# 天藍石
天藍石（てんらんせき、lazulite）は、リン酸塩鉱物の一種。化学組成は MgAl2(PO4)2(OH)2、結晶系は単斜晶系。天藍石グループの鉱物。ラズライトとも呼ばれるが、青金石の別名であるラズライト（lazurite）とは異なる。

## 産出地
産地は限られており、産出量も希少である。日本では栃木県那須塩原市で僅かに産出する。

## 性質・特徴
成分中の Mg は任意の割合で Fe に置換可能であり、Fe が多いものは鉄天藍石と呼ばれる。

## サイド・ストーリー
語源はドイツ語で「青い石」を意味する lazurstein。
ラピスラズリの和名として「天藍石」が使用される場合もあるが、本鉱物はラピスラズリには含まれない。また、ラピスラズリの主成分である青金石の英語表記が lazurite であり、片仮名表記すると、ともに「ラズライト」となることから、混同されることもある。天藍石の屈折率は 1.61 - 1.65（複屈折）、青金石の屈折率は 1.50 の単屈折であるので、両者の判別は比較的容易である。

## 天藍石族
- バルボーザ石 (barbosalite) - Fe2+Fe3+(PO4)2(OH)2。
- ヘンチェル石 (hentschelite) - CuFe3+2(PO4)2(OH)2。
- 天藍石 (lazulite) - (Mg,Fe2+)Al2(PO4)2(OH)2。
- 鉄天藍石 (scorzalite) - Fe2+Al2(PO4)2(OH)2。
- ヴィルヘルムクライン石 (wilhelmkleinite) - ZnFe3+2(AsO4)2(OH)2。